# Lupin III: parte I
Lupin III (Japonés: ルパン三世;  Hepburn: Rupan Sansei?), es el primer anime que adapta el manga del personaje Lupin III escrito por Monkey Punch. Dirigido por Misaaki Ōsumi, Hayao Miyazaki e Isao Takahata con guion de Atsushi Yamatoya y producido por TMS Entertainment, combina los géneros de acción, comedia y aventura. Fue emitida por Yomiuri TV desde el 24 de octubre de 1971 hasta el 26 de marzo de 1972, contando con veintitrés (23) episodios.

## Argumento
Este anime narra las aventuras de Arsenio Lupin III, un experimentado ladrón de guante blanco buscado internacionalmente y reconocido por ser el nieto de Arsenio Lupin. Su mano derecha y compañero principal es Jigen Daisuke, un experto pistolero que puede acertar a un blanco en solo 0.3 segundos. Junto a ellos se encuentra Mina Fujiko; el interés sexual de Lupin, que siempre manipula las situaciones para su beneficio. Adicionalmente se les une Goemon Ishikawa, samurái y experto espadachín quien después de varios encuentros pasa a formar parte del grupo. Ellos son constantemente buscados y perseguidos por el inspector Heji Zenigata del Departamento de policía metropolitana de Tokio; quien convierte en su proyecto de vida el atrapar a Lupin.

## Personajes
- Arsenio Lupin III: es el nieto de Arsenio Lupin. Es el ladrón de guante blanco más buscado del mundo y habitualmente en sus aventuras él y sus compañeros frustran a otros criminales. A veces aparenta ser un incompetente, pero es solo una fachada. Ha sido detenido y encarcelado en varias ocasiones, pero siempre ha logrado escapar. Su encaprichamiento con Mina Fujiko es quizás su debilidad más grande, lo que le lleva situaciones indeseables.
- Jigen Daisuke : ex guardaespaldas de varios mafiosos. Puede disparar en 0.3 segundos y con asombrosa exactitud. Prefiere ocultar sus ojos debajo de su sombrero, para darle un aspecto más enigmático. Su sombrero es además un elemento importante en su exactitud de tiro porque lo usa para apuntar al objetivo. Su arma predilecta es un S&W Modelo 29.
- Ishikawa Goemon XIII: es la 13.ª generación de samuráis renegados que comenzó con la figura legendaria de Ishikawa Goemon. Tiene una espada llamada Zantetsuken, con la que puede cortar casi todo. Por lo general la usa para cortar objetos inanimados, algo que considera indigno de su lámina y a menudo murmura: "Otra vez he cortado un objeto sin valor".
- Mina Fujiko: es la obsesión  amorosa de Lupin. A veces, es una socia más en los planes de Lupin pero también una rival, ya que sabe perfectamente que el encaprichamiento de Lupin y su poca voluntad serán suficientes para perdonarla. Es una persona sumamente inteligente y hábil y usará sus encantos femeninos para conseguir lo que ella quiere de cualquier hombre. También es experta en armas de fuego y en disfraces. Hace cualquier cosa por ganar un pedazo del botín, incluso hacer tratos con Zenigata o con algún rival de Lupin.
- Inspector Zenigata: es un inspector de policía que trabaja para la Interpol. Inspirado en el famoso personaje japonés Heiji Zenigata, ha hecho la misión de su vida el arrestar a Lupin.

## Doblaje
Este anime fue doblado al español en Los Ángeles por encargo de TMS para su distribución en América Latina con el nombre "Cliffhanger", debido a que los albaceas de Maurice Leblanc exigía una compensación por derechos de autor. Este doblaje cambio el nombre de los personajes por las antiguas políticas de TMS; así Lupin paso a llamarse Aramis Lupan III. La serie fue emitida a nivel regional por Locomotion.
| Personaje            | Actor             | Actor          | Actor            | Actor                 |
| Personaje            | Seiyū             | Doblaje inglés | Doblaje español  | Doblaje español       |
| -------------------- | ----------------- | -------------- | ---------------- | --------------------- |
| Arsenio Lupin III    | Yasuo Yamada      | Tony Oliver    | Victor Mares Jr. | Ángel Sacristán       |
| Jigen Daisuke        | Kiyoshi Kobayashi | Richard Epcar  | Leonardo Araujo  | Miguel Ángel del Hoyo |
| Goemon Ishikawa XIII | Chikao Ōtsuka     | Lex Lang       | Juan Zadala      |                       |
| Mina Fujiko          | Yukiko Nikaido    | Michelle Ruff  | Erika Robledo    | Carmen Gambín         |
| Koichi Zenigata      | Gorō Naya         | Doug Erholtz   | Guillermo Diaz   | Luis Mas              |

## Producción

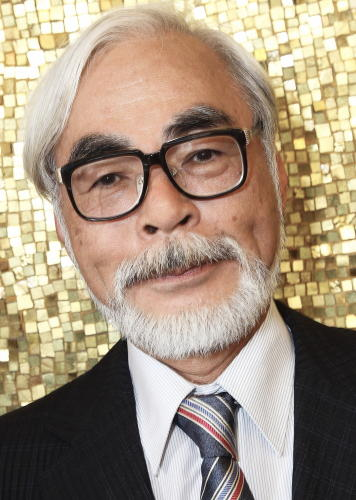
Hayao Miyazaki, uno de los directores de la serie en el festival de Venecia de 2008.

Gisaburō Sugii propuso a Yukata Fujioka (fundador de Tokio Movie) adaptar el manga de Monkey Punch al anime. Aunque Fujioka estaba interesado en la idea, Tokyo Movie carecía de los recursos financieros para producción del proyecto. Para financiar el proyecto se filmó una película piloto en cinemascope con la intención de generar interés en el proyecto y asegurarse potenciales productores.